# Агенти впливу
«Аге́нти впли́ву»  — телевізійна програма телеканалів «Інтер», «Інтер+» та «НТН» про соціальні журналістські розслідування.
Команда досвідчених репортерів на чолі з ведучим Артемом Шевченком використовує найсучасніше обладнання для прихованої зйомки, змінює зовнішність і перевтілюється, викриває шахрайство та брехню.
Програма побудована на провокації, зйомках прихованою камерою, ексклюзивній інформації та яскравій репортерській роботі. Амплуа ведучого — приватний тв-детектив.
Випуски програми стосувались таких тем як організовані крадіжки з багажа пасажирів в аеропорту, поганий стан міських автошляхів, лікарські та судові помилки, конвеєр смертей шахтарів на шахті імені О. Ф. Засядька.
Сюжети створюються за принципом: від часткового до загального, від одиничного випадку до тенденції.